# Renata Marzec
Renata Marzec – polska instrumentalistka, dr hab. sztuk muzycznych, profesor nadzwyczajny Katedry Instrumentów Smyczkowych i dziekan Wydziału Instrumentalnego Akademii Muzycznej im. Feliksa Nowowiejskiego w Bydgoszczy.

## Życiorys
Studiowała instrumentalistykę w Akademii Muzycznej im. Feliksa Nowowiejskiego w Bydgoszczy. Obroniła pracę doktorską, 14 maja 2003 habilitowała się na podstawie dorobku naukowego i pracy na Wydziale Instrumentalnym Akademii Muzycznej im. Feliksa Nowowiejskiego w Bydgoszczy. 20 czerwca 2018 nadano jej tytuł profesora w zakresie sztuk muzycznych.
Objęła funkcję profesora nadzwyczajnego w Katedrze Instrumentów Smyczkowych, a także dziekana na Wydziale Instrumentalnym Akademii Muzycznej im. Feliksa Nowowiejskiego w Bydgoszczy.
Od 2008 do 2012 piastowała stanowisko kierownika Studiów Doktoranckich.